# Прислуцька сільська рада (Березнівський район)
При́слуцька сільська́ ра́да — колишній орган місцевого самоврядування в Березнівському районі Рівненської області. Адміністративний центр — село Прислуч.

## Загальні відомості
- Прислуцька сільська рада утворена в 1939 році.
- Територія ради: 83,382 км²
- Населення ради: 4 306 осіб (станом на 2001 рік)
- Територією ради протікає річка Случ.

## Населені пункти
Сільській раді підпорядковані населені пункти:
- с. Прислуч
- с. Колодязне
- с. Хотин

## Склад ради
Рада складається з 26 депутатів та голови.
- Голова ради: Семенович Алла Миколаївна
- Секретар ради: Жабчик Валентина Федорівна

### Керівний склад попередніх скликань
| ПІБ                          | Основні відомості                                                                     | Дата обрання | Дата звільнення |
| ---------------------------- | ------------------------------------------------------------------------------------- | ------------ | --------------- |
| Корнійчук Віктор Миколайович | Сільський голова, 1966 року народження, освіта вища, член Української Народної Партії | 26.03.2006   | 31.10.2010      |
| Корнійчук Віктор Миколайович | Сільський голова, 1966 року народження, освіта вища, безпартійний                     | 31.10.2010   |                 |

Примітка: таблиця складена за даними сайту Верховної Ради України